# Caso Sobornos
O caso Sobornos, inicialmente referido como caso Arroz Verde, refere-se aos processos penais iniciados após uma investigação sobre atos de corrupção no Equador.
A origem desta investigação ocorreu após uma publicação nos portais digitais Mil Hojas e La Fuente, na qual foi revelado um caderno escrito por Pamela Martínez, ex-assessora de Rafael Correa durante seu governo, e foi apresentado um e-mail com um documento anexado intitulado Receta de Arroz Verde 502. Estas evidências continham informações sobre supostas contribuições de várias empresas multinacionais, incluindo a construtora Odebrecht (atual OEC), ao movimento Alianza País, durante a campanha para as eleições seccionais de 2014, e durante o período de novembro de 2013 a fevereiro de 2014.

## Processados
| Processado                  | Cargos ocupados durante o delito | Condição de culpabilidade    | Pena de prisão    | Situação Penal                                                                   | Ref.   |
| --------------------------- | --- | ---------------------------- | ----------------- | -------------------------------------------------------------------------------- | ------ |
| Rafael Correa               | Presidente do Equador (2007-2017) | Autor mediado por instigação | 8 anos            | foragido                                                                         |        |
| Jorge Glas                  | Vice-presidente do Equador (2013-2018) | Autor mediado por instigação | 8 anos            | foragido                                                                         |        |
| Alexis Mera                 | Secretário Jurídico da Presidência (2007-2017) | Coautor                      | 8 anos            | Preso                                                                            | [ 4 ]  |
| María de los Ángeles Duarte | Ministra dos Transportes e Obras Públicas (2010-2013) Ministra do Desenvolvimento Urbano e Habitação (2015-2017)                                                             | Coautora                     | 8 anos            | Protegida na embaixada argentina. Governo do Equador não concederá salvo conduto | [ 4 ]  |
| Walter Solís                | Secretario da Agua (2011-2015) | Coautor                      | 8 anos            | foragido                                                                         | [ 5 ]  |
| Vinicio Alvarado            | Secretario Nacional da Administração Pública (2007-2013) (2014-2015) Ministro de Turismo (2013-2014) Ministro Coordenador da Produção, Emprego e Competitividade (2015-2017) | Coautor                      | 8 anos            | foragido                                                                         | [ 6 ]  |
| Viviana Bonilla             | Candidata a Prefeita de Guayaquil. (2014) | Coautora                     | 8 anos            | foragido                                                                         |        |
| Christian Viteri            | Membro da Assembleia Nacional pela Provincia de Guayas (2013-2017) | Coautor                      | 8 anos            | foragido                                                                         |        |
| Pamela Martínez             | Assessora da Presidência Delegada da Presidência al Comité de Concessão de Reconhecimentos (2015) Vice-presidenta da Corte Constitucional (2015-2018)                        | Coautora                     | 38 meses          | Sob medidas cautelares                                                           | [ 7 ]  |
| Laura Terán                 | Assesora de Pamela Martínez | Cúmplice                     | 19 meses e 6 dias | Sob medidas cautelares                                                           | [ 8 ]  |
| Alberto Hidalgo             | Representante do Hidalgo e Hidalgo Constructores (HeH) | Autor direto                 | 8 anos            | Sob medidas cautelares                                                           |        |
| Víctor Fontana              | Acionista da Constructora Fopeca | Autor direto                 | 8 anos            | Sob medidas cautelares                                                           | [ 9 ]  |
| Ramiro Galarza              | Gerente Geral da Construcciones y Servicios de Minería S.A. (Consermin) | Autor direto                 | 8 anos            | Sob medidas cautelares                                                           | [ 10 ] |
| Edgar Salas                 | Representante da Construcciones y Servicios de Minería S.A. (Consermin) | Autor direto                 | 8 anos            | Sob medidas cautelares                                                           | [ 11 ] |
| Pedro Verduga               | Proprietário da Constructora Equitesa | Autor direto                 | 8 anos            | Sob medidas cautelares                                                           | [ 12 ] |
| Bolívar Sánchez             | Representante da Gezhouba Group Company y Sanrib | Autor direto                 | 8 anos            | Sob medidas cautelares                                                           | [ 13 ] |
| William Philips             | Representante do Grupo Azul | Autor direto                 | 8 anos            | Sob medidas cautelares                                                           |        |
| Rafael Córdova              | Representante da Mercantil Técnica Córdova (METCO) | Autor direto                 | 8 anos            | Sob medidas cautelares                                                           | [ 14 ] |
| Teodoro Calle               | Representante da Técnica General de Construcciones (TGC) | Autor directo                | 8 anos            | Sob medidas cautelares                                                           |        |
| Mateo Choi                  | Representante da SK Engineering & Construction | Autor direto                 | 8 anos            | Sob medidas cautelares                                                           |        |
| Yamil Massuh                | Assessor de María de los Ángeles Duarte | Inocente                     |                   |                                                                                  | [ 15 ] |
| Fontes:                     | |                              |                   |                                                                                  |        |